# Ourisia chamaedrifolia
Ourisia chamaedrifolia es una especie de planta con flores de la familia Plantaginaceae. Es endémica de los hábitats de páramo en las montañas de los Andes tropicales de Venezuela, Colombia, Ecuador, Perú y Bolivia. El botánico británico George Bentham describió O. chamaedrifolia en 1846. Las plantas de esta especie son hierbas pequeñas, perennes y rastreras, con hojas opuestas, crenadas y a menudo peludas. Cada racimo corto puede tener hasta cuatro flores, y cada flor tiene un cáliz regular y una corola larga, tubular, de color rojo anaranjado o rojo, casi bilabiada, con estambres exsertos. El cáliz y la corola muchas veces no tienen pelos.

## Descripción

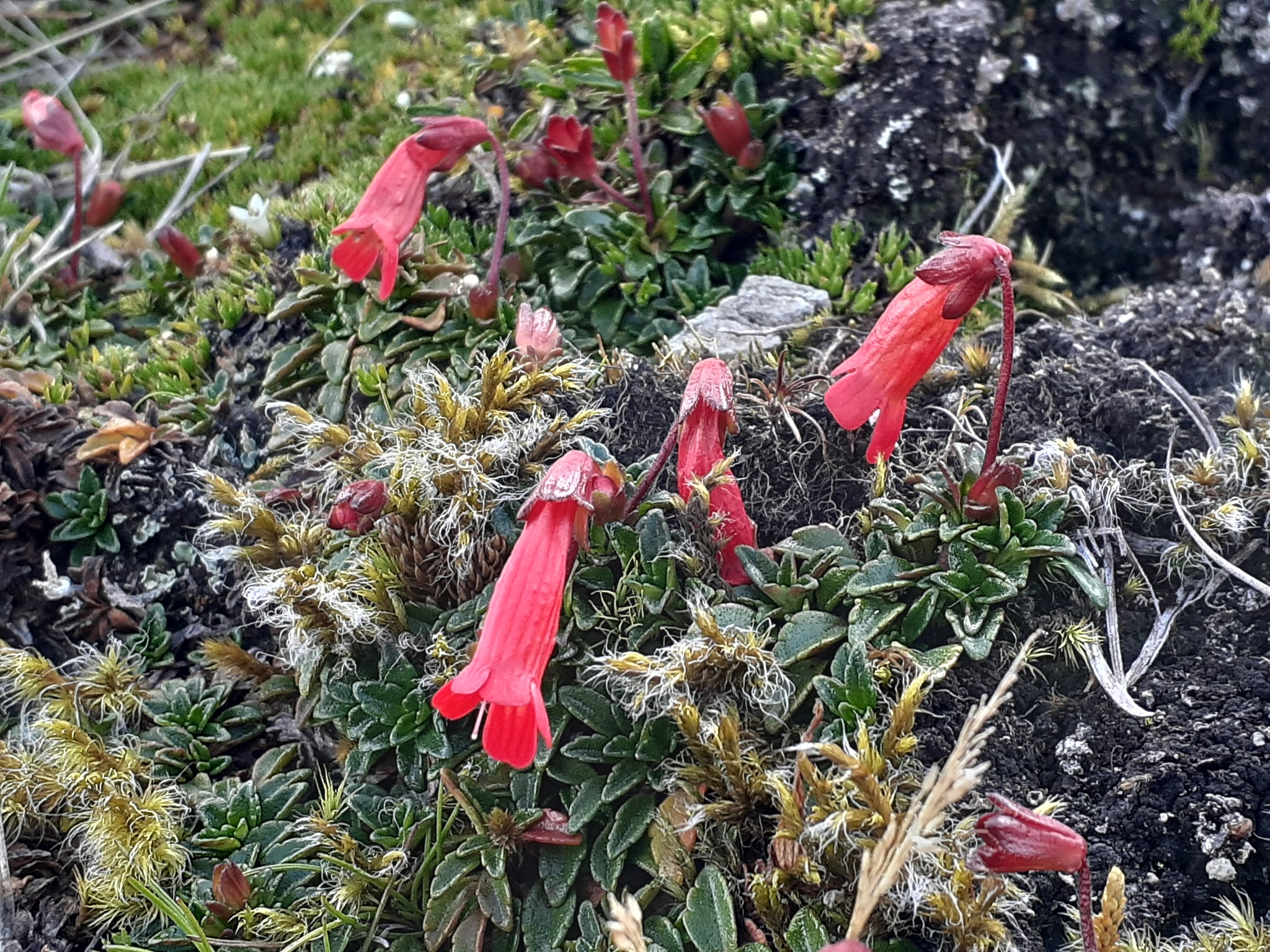
Flores rojas, tubulares y orientadas de forma vertical, hojas y hábito rastrero de O. chamaedrifolia, que crece entre musgos y plantas de cojín en el Perú.

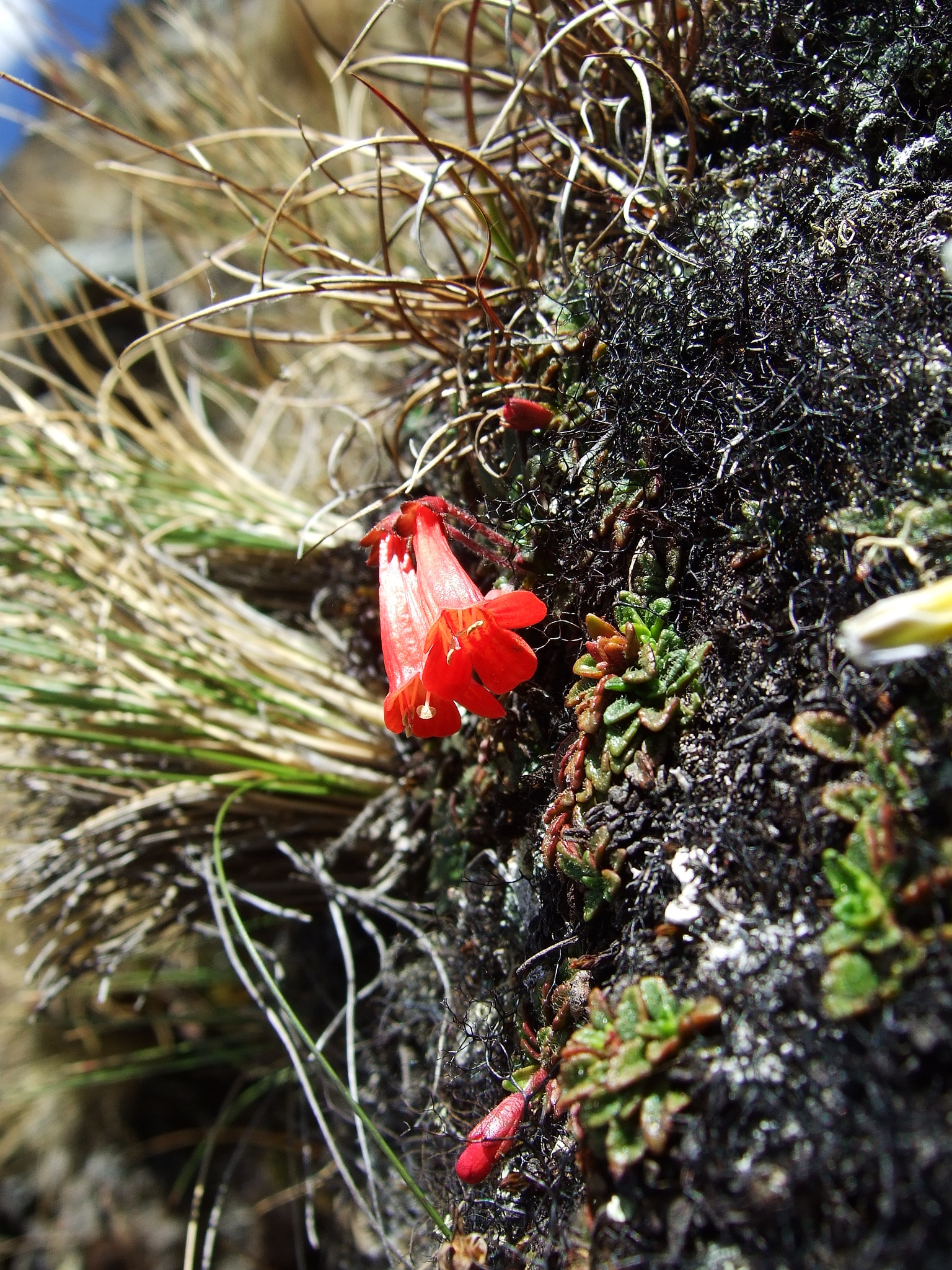
O. chamaedrifolia en flor, entre pastos en una pendiente vertical en el Perú

Las plantas de Ourisia chamaedrifolia son hierbas perennes y rastreras. Los tallos rastreros y ramificados son 1,2–2,9 cm de largo y glabras (sin pelos) o son pilosas con pelos cortos no glandulares. Las hojas están agrupadas, a menudo en penachos cerca de la punta del tallo, son opuestas y pecioladas, y tiene 3,0–19,9 mm de largo y 1,6–15,6 mm de ancho (la proporción entre largo y ancho es 1,1–2,8:1). Los pecíolos de las hojas miden 1,5–20,0 mm de largo y están escasamente o densamente pilosos, con pelos largos no glandulares principalmente cerca de los bordes. Las láminas de las hojas son lanceoladas, ovadas, elípticas u obovadas, más anchas en el medio o por debajo o encima del medio, con un ápice redondeado o agudo, una base generalmente cuneiforme y bordes dentados solamente en los dos tercios distales de la lámina. Las hojas son peludas en ambas superficies (o a veces glabras), con pelos largos, no glandulares largos y distribuidos densamente, principalmente cerca de los bordes y en las venas de las hojas. Las inflorescencias son erectas, con racimos peludos de hasta 85 mm de largo, con 1–4 nudos florales y hasta 4 flores en total por racimo. Cada nodo floral tiene 1 o 2 flores y 2 brácteas sésiles que suelen ser lanceoladas, ovadas, oblanceoladas u obovadas. Las brácteas más bajas son similares a las hojas, miden 3,9–14,3 mm de largo y 1,5–6,0 mm de ancho, y se hacen más pequeños hacia el ápice del racimo. Las flores nacen en un pedicelo que mide hasta 41,0 mm de largo y tiene pelos no glandulares (raramente mezclados con algunos pelos glandulares), cortos o largos, que están escasamente o densamente distribuidos, y raramente también algunos pelos glandulares. El cáliz tiene 4,3–9,4 mm de largo, es subregular o regular, con todos los lóbulos divididos hasta la base o hasta la mitad de la base, yes es sin pelos o a veces con pelos no glandulares en los márgenes y las venas (y a veces también con pelos glandulares sésiles escasamente distribuidos dentro y fuera del cáliz). La corola tiene 12,8–26,0 mm de largo (incluyendo el tubo de la corola que mide 9,9–20,9 mm), y es irregular (subbilabiado), tubular o tubular-embubilado, rojo anaranjado o rojo, glabro o raramente con unos pocos pelos no glandulares en el exterior, y por dentro glabro y con líneas, puntos o manchas de color de amarillo a rojo oscuro y con algunos pelos glandulares en las bases de los filamentos de los estambres. Los lóbulos de la corola tienen 2,2–6,5 mm de largo y son extendidos, redondeados y obovados, con bordes irregulares. Hay 4 estambres hasta 24,8 mm de largo que son didínamos, con dos estambres largos y exsertos y dos estambres cortos e incluidos dentro del tubo de la corola o que llegan a la abertura del tubo; un estaminodio corto también está presente y mide 0,7–5,5 mm de largo. El estilo tiene10,5–18,6 mm de largo y un estigma capitado, y está incluido o ligeramente exserto. El ovario mide 2,2–3,7 mm de largo y es generalmente glabro. Los frutos son cápsulas que miden 3,8–6,4 mm de largo y 3,3–5,2 mm de ancho, y tienen dehiscencia loculicida y pedicelos de hasta 48,0 mm de largo.  Las semillas miden 0,3–0,9 mm de largo y 0,2–0,6 mm de ancho, y son elípticas, con una cubierta de semilla reticulada (como una red), débilmente bicapa (o a veces monocapa) con retículos primarios gruesos, lisos y poco profundos. Se desconoce el número de semillas en cada cápsula.
Ourisia chamaedrifolia florece y da frutos durante todo el año.
Se desconoce el número de cromosomas de Ourisia chamaedrifolia.

## Distribución y hábitat
Ourisia chamaedrifolia está distribuida en la cordillera de los Andes desde los 8°N hasta los 18°S de latitud en Venezuela, Colombia, Ecuador, Perú y Bolivia.   Se encuentra en hábitats húmedos o rocosos de páramo, superpáramo y puna incluyendo bofedales, así como lugares rocosos, de gran altura, desde 2000 a 5000 m sobre el nivel del mar.
Las plantas de O. chamaedrifolia han sido llamadas "hemicriptófitas cespitosas"  y crecen con musgos, pastos, plantas de cojín, helechos y arbustos, y a veces se encuentran en bosques con Polylepis o Espeletia.

## Taxonomía
Ourisia chamaedrifolia Benth. es una planta que pertenece a la familia Plantaginaceae .  El botánico británico George Bentham describió O. chamaedrifolia en la publicación Prodromus de Augustin Pyramus de Candolle de 1846.  
El botánico escocés-ecuatoriano William Jameson recolectó el material tipo de esta especie en Pichincha, Ecuador.  El lectotipo fue diseñado por Heidi Meudt y se forma como parte de la colección de Candolle en el herbario del Conservatorio y Jardín Botánico de Ginebra (Herbario G).  
Ourisia chamaedrifolia var. elegans y O. rupicola fueron descritos por el botánico francés Hugh Algernon Weddell y ambos son sinónimos de O. chamaedrifolia.    
Ourisia chamaedrifolia es una de las cinco especies de Ourisia en los Andes tropicales, además de O. muscosa, O. pulchella, O. biflora y O. cotapatensis .  Estas cinco especies pertenecen al subgénero herbáceo Ourisia.  Ourisia chamaedrifolia se distingue de las otras especies por sus corolas largas, tubulares, glabras y de color rojo anaranjado o rojo.  A pesar de que no se conoce la biología de la polinización de O. chamaedrifolia, el color, la forma y la orientación vertical de sus corolas sugieren una polinización por colibríes. 

## Filogenia
Cuatro de las cinco especies andinas tropicales de Ourisia estaban incluidas en un análisis filogenético de todas las especies del género Ourisia, entre ellas, un individuo de O. chamaedrifolia, donde se utilizaba marcadores de secuenciación de ADN estándar (dos marcadores de ADN ribosómico nuclear y dos regiones de ADN de cloroplasto) y datos morfológicos.   Ourisia chamaedrifolia siempre se encontraba (con un alto respaldo estadísitco) en el clado andino centro-norte, especialmente cerca de O. cotapatensis y O. pulchella; O. muscosa era usualmente la especie hermana de estas tres especies.  